# 6165 Frolova
6165 Frolova è un asteroide della fascia principale. Scoperto nel 1978, presenta un'orbita caratterizzata da un semiasse maggiore pari a 2,3572543 UA e da un'eccentricità di 0,1193934, inclinata di 6,20879° rispetto all'eclittica.